# Arabe maghrébin
L'arabe maghrébin ou arabe occidental (en arabe classique : اللهجات المغاربية, en arabe maghrébin : الدارجة darija, dardja,  darja ou derja en fonction des dialectes maghrébins, est un ensemble de dialectes arabes, plus ou moins homogènes et souvent mutuellement intelligibles, au moins partiellement, qui sont utilisés au Maghreb, à Malte et dans certaines régions du Sahara. Ils se distinguent nettement des autres dialectes du Machrek et forment la grande famille occidentale de l'arabe dialectal. 
Il peut être classé sur le plan génétique en deux groupes ; les parlers bédouins (hilaliens, maqiliens et sulaymites) et les parlers préhilaliens (en) (citadins, villageois et judéo-arabes).

## Dénominations
Historiquement l'arabe maghrébin a aussi été appelé le dialecte maure.
Le dialecte est appelé darija au Maroc, dardja, derdja ou darja en Algérie, darja ou darja en Tunisie. Il est parfois aussi appelé darija en Algérie et Tunisie comme au Maroc, sur le modèle de l'arabe classique darijah qui qualifie l'arabe dialectal.

## Classification
L'arabe maghrébin est l'un des 5 grands groupes de parlers arabes, aux côtés de l'arabe péninsulaire, l'arabe levantin, l'arabe mésopotamien et l'arabe du Nil,.
Plusieurs linguistes, tels Charles A. Ferguson, William Marçais et Abdou Elimam, tendent à considérer l'arabe maghrébin en tant que langue distincte. Ce dernier lui donne alors l'appellation « maghribi » (maghrébin),

## Aire de répartition
L'arabe maghrébin inclut l'ensemble des parlers à l'ouest du groupe de « l'arabe du Nil » (comprenant les parlers égyptiens, soudanais et tchadiens), la limite entre les deux ensembles se situant au niveau des oasis de l'ouest égyptien.
Les parlers arabes maghrébins sont également parlés au sein d'une partie des populations émigrées d'origine maghrébine, particulièrement en Europe et en Amérique du Nord, ainsi que par une partie de la population israélienne d'origine maghrébine.

## Variantes

### Classification géographique
La classification géographique distingue plusieurs sous-groupes de l'arabe maghrébin, qui relèvent généralement plus d'une séparation politique — algérien, libyen, marocain, tunisien et maltais— que linguistique, même si des tendances diffuses de différenciation se dessinent en raison du manque d'échanges entre les différents pays, notamment entre l'Algérie et le Maroc. Le seul dialecte échappant à cette règle est le hassaniya.

### Classification génétique
On distingue deux types de parlers au sein de l'arabe maghrébin: les parlers dits « pré-hilaliens » et les parlers dits « hilaliens ». 

#### Parlers pré-hilaliens
Les parlers pré-hilaliens résultent des premières phases d'arabisation, entre le VIIe et le XIIe siècle. Cette arabisation concerne spécifiquement les populations citadines, les communautés juives et les populations rurales berbérophones habitant les aires entre les principales villes du Maghreb d'antan (Kairouan, Constantine, Tlemcen et Fès) et leurs ports respectifs. Ainsi, quatre premiers espaces « triangulaires » d'arabisation pré-hilalienne se forment:
- entre Kairouan, Mahdia et Sousse, donnant naissance aux parlers du Sahel tunisien ;
- entre Constantine, Jijel et Collo, donnant naissance aux parlers arabes de Petite Kabylie (dont celui de Jijel) ;
- entre Tlemcen, Rachgoun et Honaïne, donnant naissance aux parlers des Traras ;
- entre Fès, Tanger et Badis, donnant naissance aux parlers montagnards des Jbalas et des Ghomaras.

Ce type de parlers s'implante également dans les grandes cités, notamment côtières, en dehors des premiers espaces d'arabisation, tel Alger, Sfax, Tripoli, Tunis, Azemmour, Bougie, Dellys et Salé.
Au sein du groupe pré-hilalien, on distingue généralement trois types de parlers: 
- les parlers citadins, notamment les parlers anciens de grandes cités historiques tels ceux de Kairouan, Tunis, Tlemcen et Fès ;
- les parlers « montagnards » et « villageois », dans les zones rurales, entre les centres urbains et leurs ports respectifs ;
- les parlers judéo-arabes du Maghreb, en général.

Géographiquement, on distingue les parlers pré-hilaliens orientaux (Tunisie, Malte, Tripolitaine et Constantinois), conservant trois voyelles courtes, des parlers pré-hilaliens occidentaux (Maroc, Algérois et Oranie), ne conservant que deux voyelles courtes et ayant adopté l'article indéfini depuis l'arabe littéraire « wahed ».
Les parlers arabes éteints d'Al-Andalus et de Sicile étaient également rattachés aux parlers maghrébins pré-hilaliens. De nos jours, seul subsiste le maltais, parler issu du siculo-arabe érigé en langue distincte, tandis que les communautés arabophones –musulmanes et juives– d'Al-Andalus ont renforcé la présence des dialectes pré-hilaliens au sein des régions où elles s'installent à partir du XVe siècle.

#### Parlers hilaliens
Les parlers hilaliens sont ceux de la grande majorité de la population arabophone du Maghreb. Ils sont issus de la vague d'arabisation résultant des invasions hilaliennes au XIIe siècle, ainsi que de l'implantation ultérieure de certaines tribus hilaliennes dans les plaines du Maghreb occidental. Ils ont supplanté dans diverses aires les parlers locaux, berbères ou pré-hilaliens. 
De nos jours, les parlers hilaliens sont répartis sur une large aire allant des plaines atlantiques du Maroc (Doukkala, Chaouia, Gharb) et de Mauritanie (parlers hassaniya) jusqu'en Libye (Cyrénaïque) et les oasis de l'Ouest égyptien, en passant par l'Oriental marocain, les Hauts-Plateaux et le littoral algériens (hors Kabylie, Chenoua et Aurès), la Tunisie et la Tripolitaine. 
Les parlers hilaliens modernes sont répartis au sein de quatre familles:
- parlers Sulaym, en Libye et dans le sud de la Tunisie ;
- parlers Hilal orientaux, dans le centre de la Tunisie et l'est de l'Algérie ;
- parlers Hilal centraux, dans le centre et le sud de l'Algérie ;
- parlers Mâqil, dans l'ouest de l'Algérie et au Maroc.

Le dialecte hassaniya, résultant de l'arabisation de la région par le clan mâqilien des Doui Hassan, est également à rattacher à la famille des parlers mâqils.
Ces parlers ont fortement influencé certains parlers citadins comme ceux de Tripoli et de Marrakech. Ils constituent également la base des koinès urbaines des grandes villes maghrébines, où domine le caractère hilalien. 

## Propriétés

### Morphologie et phonologie
Les parlers de l'ouest (marocains et ouest algériens) sont différents de ceux de l'est (hassanya, libyen, tunisien et est algérien), le "a" des parlers de l'est (souvent hérités des mots arabes) devenant des schwa dans les parlers de l'ouest, rappelant les voyelles berbères n'ayant pas de "a"[Interprétation personnelle ?].

### Substrats
Les substrats constituent le vocabulaire issu de langues présentes et largement pratiquées au Maghreb avant la diffusion de l'arabe.
Au moment de la première apparition de la langue arabe au Maghreb (7e-8e siècles), deux langues sont parlées de façon incontestable : le berbère (sous ses diverses variétés régionales) et le latin (sous sa forme dialectale spécifique au Maghreb). Ces deux langues constituent donc deux substrats attestés sur lesquels la langue arabe a pu s'établir. 
D'autres langues ont pu exister de façon anecdotique : le grec pour une partie des élites et de l'administration byzantine, possiblement des restes de langues germaniques des derniers descendants des Vandales, et éventuellement une survivance du punique de l'époque carthaginoise (thèse très discutée). 

#### Substrat berbère
La présence de substrat berbère est due à l'évolution et au processus d'arabisation du Maghreb. Il est généralement admis, que les langues berbères demeurent, au lendemain de la conquête arabo-musulmane, les langues principalement parlées par les populations autochtones. Pendant l'arabisation des aires berbérophones, les populations passent d'abord par une première phase de bilinguisme avant d'abandonner leurs parlers berbères pour l'arabe, conservant néanmoins un substrat berbère dont l'importance décroit de l'ouest vers l'est.

#### Substrat latin
Influencés par la langue romane d'Afrique, les dialectes maghrébins ont emprunté de nombreux mots au latin. Certains mots natifs sont ainsi d'étymologie latine, tel que kayes (« chaussée », du latin callis). Ces emprunts ne doivent pas être confondus avec les postérieurs emprunts aux autres langues romanes que sont l'italien, l'espagnol ou le français ou encore l'alternance codique entre ces dialectes et ces langues.
Les terminaisons de plusieurs noms et adjectifs maghrébins en "ouche" seraient possiblement issues du latin "us" sous sa forme locale (similaires aux terminaisons "os" en espagnol); toutefois des recherches linguistiques sont nécessaires pour le prouver. 

### Emprunts
Les emprunts sont le vocabulaire arrivé au Maghreb après la diffusion de l'arabe, et issu d'autres langues. 

#### Emprunts aux langues latines européennes
Ces emprunts ne sont pas issus du latin du Maghreb, mais des langues latines européennes à l'issue des différents contacts entre le Maghreb et la côte sud-ouest de l'Europe au cours du Moyen Âge puis des temps modernes. Il s'agit pour l'essentiel d'emprunts récents au français (plus de 90% des emprunts à des langues latines), et dans une moindre mesure d'emprunts à l'espagnol, au catalan, ou à divers dialectes italiens. 

#### Emprunts turcs
Les dialectes maghrébins ont emprunté un certain nombre de mots au turc. Le nombre de termes turcs tend à se réduire considérablement en allant de l’est vers l’ouest des pays arabophones. Alors qu'il est d’environ 2 000 dans les dialectes arabes égyptiens, il chute rapidement en Libye où il ne dépasse pas 850 mots, chute encore jusqu'à 600 en Tunisie et en Algérie et enfin jusqu'à 180-200 mots au Maroc,. En comparaison avec les pays qui ont fait partie intégrante de l’Empire ottoman, ce chiffre peut être considéré comme relativement substantiel, car il s’agit bien de la présence de termes turcs au-delà de la domination politique ottomane. Il est à noter aussi qu’il existe une parenté évidente entre les mots turcs présents au Maroc et ceux existant en Algérie et en Tunisie.

#### Hypothèse d'emprunts ou de substrat puniques
Il existe en de nombreux mots d'origine punique[Lesquels ?] dans les dialectes maghrébins, que l'on ne doit pas confondre avec l'arabe. L'arabe et le punique étant deux langues sémitiques, partageant souvent les mêmes racines, il peut parfois s'avérer difficile de reconnaître quels mots sont d'origine punique et quels mots sont d'origine arabe.
Moins important et moins communément admis par les linguistes, le punique parlé à l'origine autour de l'actuelle Carthage dans le nord-est de la Tunisie, constituait selon Abdou Elimam, une langue substrat au sein des parlers contemporains du Maghreb et de Malte, ce qui le pousse à mettre en doute l'origine arabe des parlers du Maghreb, décrivant alors les parlers de Malte et du Maghreb comme des évolutions du punique au contact de l'arabe et du berbère,.
D'autres linguistes en revanche rejettent la thèse d'un substrat punique dans l'arabe maghrébin. L'amazighisant Salem Chaker et l'arabisant William Marçais émettent ainsi des réserves vis-à-vis de la théorie de la survie du punique et de son maintien jusqu’à la conquête arabe. L'idée est que si l’arabe avait recouvert du punique dans certaines zones du Maghreb, une différence des substrats (berbère d’un côté, punique de l’autre) transparaîtrait nettement dans l’arabe maghrébin et la géographie linguistique du Maghreb : l’influence du punique devrait être sensible dans les régions concernées, ce qui n’est pas le cas. Un autre argument avancé est qu'il aurait été peu probable que si les Arabes avaient trouvé à leur arrivée un usage important du punique ils ne l’aient pas mentionné dans les descriptions nombreuses, précises et fouillées du Maghreb qu'ils ont faites.